# Oxid praseodymitý
Oxid praseodymitý je anorganická sloučenina se vzorcem Pr2O3. Vytváří zelené hexagonální krystaly se strukturou podobnou oxidu manganitému.

## Použití
Oxid praseodymitý se ve směsi s křemíkem používá jako dielektrikum. Sklo s příměsí praseodymu, je žlutě zbarvené a používá se ve svářečských brýlích, kde pohlcuje infračervené záření. Slouží také k barvení skla a keramiky do žluta; podobný oxid praseodymito-praseodymičitý barví keramiku do hněda.